# Silver (animación)
Silver Co., Ltd (有限会社シルバー Yūgen gaisha Shirubā?) es un estudio de animación japonés establecido en 2001.

## Historia
Kazuyuki Ida, que participó activamente en el progreso de producción en Sunrise y Studio Deen y en diversas tareas en la desaparecida compañía de videojuegos eroge/bishōjo Silence, dejó la empresa en 1999 y fundó el estudio en febrero de 2001. El personal incluía algunas personas que estuvieron de acuerdo con Ida y abandonaron Silence junto a él.
Cuando se fundó, era una empresa de software cuyo negocio principal era el desarrollo de juegos para adultos que utilizaban mucho la animación, sin embargo, todas las ventas se subcontrataban a otras empresas, al igual que en la era de Silence. Desde entonces, se han publicado varios trabajos como Anxious ~Yuukyuu no Memory~, que era esencialmente su primer trabajo, ya que los miembros del personal que acababan de dejar Silence estaban a cargo de desarrollarlo justo antes de establecer Silver. Desde entonces, siguió desarrollando varios títulos, pero sus actividades se interrumpieron tras el lanzamiento de Au Au el 6 de diciembre de 2002.
Más tarde, el sitio web oficial borró la descripción de juegos para adultos y, tras renovarse, comenzó a centrarse en la producción de diversas animaciones en cooperación con otras empresas. En 2004 ingresó a la industria de la producción de animación y estuvo a cargo de la animación de la OVA Akane Maniax.
A veces se le acredita como Silver (シルバー?), St. Silver (st.シルバー?) o Studio Silver (スタジオシルバー?).

## Trabajos

### Series de televisión
| Año  | Título                          | Director(es)     | Fecha de primera transmisión | Fecha de última transmisión | Eps. | Nota/s | Refs.  |
| ---- | ------------------------------- | ---------------- | ---------------------------- | --------------------------- | ---- | --- | ------ |
| 2019 | Bokutachi wa Benkyō ga Dekinai  | Yoshiaki Iwasaki | 7 de abril de 2019           | 30 de junio de 2019         | 13   | Adaptación del manga escrito e ilustrado por Taishi Tsutsui. Coproducción junto a Arvo Animation.                | [ 11 ] |
| 2019 | Bokutachi wa Benkyō ga Dekinai! | Yoshiaki Iwasaki | 6 de octubre de 2019         | 29 de diciembre de 2019     | 13   | Secuela de Bokutachi wa Benkyō ga Dekinai. Coproducción junto a Arvo Animation.                                  | [ 12 ] |
| 2023 | 16bit Sensation: Another Layer  | Takashi Sakuma   | 5 de octubre de 2023         | 28 de diciembre de 2023     | 13   | Adaptación del manga conceptualizado por Misato Mitsumi, Tatsuki Amazuyu y Tamiki Wakaki e ilustrado por Wakaki. | [ 13 ] |

### OVAs
| Año  | Título                             | Director(es)     | Fecha de primera transmisión | Fecha de última transmisión | Eps. | Nota/s                                                                              | Refs.  |
| ---- | ---------------------------------- | ---------------- | ---------------------------- | --------------------------- | ---- | ----------------------------------------------------------------------------------- | ------ |
| 2004 | Akane Maniax                       | Tetsuya Watanabe | 25 de noviembre de 2004      | 26 de agosto de 2005        | 3    | Adaptación del videojuego desarrollado por Âge.                                     | [ 14 ] |
| 2011 | Ore wa Kanojo wo Shinjiteru!       | Ikuo Sakiken     | 27 de mayo de 2011           | 27 de mayo de 2011          | 1    | Adaptación del videojuego eroge de mismo nombre.                                    | [ 15 ] |
| 2014 | Idol☆Sister                        | Saburou Miura    | 26 de diciembre de 2014      | 26 de diciembre de 2014     | 1    | Adaptación del manga escrito e ilustrado por Takuji Ohtomo.                         | [ 16 ] |
| 2019 | Bokutachi wa Benkyō ga Dekinai OVA | Yoshiaki Iwasaki | 1 de noviembre de 2019       | 1 de noviembre de 2019      | 1    | Episodio incluido con el volumen 14 del manga. Coproducción junto a Arvo Animation. | [ 17 ] |
| 2020 | Bokutachi wa Benkyō ga Dekinai OVA | Yoshiaki Iwasaki | 3 de abril de 2020           | 3 de abril de 2020          | 1    | Episodio incluido con el volumen 16 del manga. Coproducción junto a Arvo Animation. | [ 17 ] |